# Klemens Ullmann
Klemens Ullmann (* 4. März 1939 in Plauen) ist ein deutscher römisch-katholischer Priester, emeritierter Dompfarrer und Domdekan sowie Kirchenlieddichter und Autor.

## Leben
Klemens Ullmann erlernte zunächst den Beruf des Gebrauchswerbers. 1958 trat er in das Norbertuswerk in Magdeburg ein, wo er das Abitur erwarb. 1962 begann er das Studium der katholischen Theologie am Priesterseminar Erfurt und empfing am 29. Juni 1968 durch Bischof Otto Spülbeck das Sakrament der Priesterweihe für das Bistum Meißen.
Nach einer dreijährigen Kaplanszeit in Dresden-Neustadt war er zwei Jahre lang persönlicher Sekretär des Bischofs Gerhard Schaffran und anschließend von 1973 bis 1982 Diözesanjugendseelsorger des Bistums. 1982 wurde er Pfarrer in Großenhain und 1985 auch Dekan des Dekanats Meißen.
1988 wurde Ullmann Dompfarrer an der Kathedrale Ss. Trinitatis. 
In seine bis 2014 dauernde Amtszeit fielen eine Reihe bedeutender Ereignisse, die die Hofkirche und ihren Pfarrer betrafen. Dazu gehörte die Friedliche Revolution 1989, bei der sein damaliger Kaplan Frank Richter zu den Gründern der Gruppe der 20 gehörte. Weitere Ereignisse waren der Katholikentag 1994 in Dresden, die Feier des 250-jährigen Weihejubiläums der Hofkirche 2001, die Elbeflut 2002 und die Seligsprechung Alois Andritzkis vor der Hofkirche am 13. Juni 2011. Ullmann befasste sich intensiv mit der Geschichte seiner Kirche, über die er auch publizierte. Über die Grenzen der Dompfarrei hinaus wirkten die von ihm gestalteten Glaubenskurse für Erwachsene.
1990 berief ihn Bischof Joachim Reinelt in das Domkapitel St. Petri zu Dresden. 2013 wurde er zum Domdekan gewählt. Von diesem Amt trat er zu seinem 79. Geburtstag am 4. März 2018 zurück.
Klemens Ullmann trat auch als Kirchenlieddichter im Bereich des neuen geistlichen Liedes (NGL) in Erscheinung. Zu dem populären Lied Herr deine Liebe ist wie Gras und Ufer von Ernst Hansen schrieb er tropierende Strophen, die in das in der DDR erschienene und von Ullmann mit herausgegebene Liederbuch Poverello aufgenommen wurden. Im gleichen Liederbuch findet sich mit Ohr, das den Ruf vernahm zu Peter Janssens’ Melodie eines der wenigen frühen NGL mit marianischem Text. Dieses Lied wurde in verschiedene andere Liedsammlungen und in den Würzburger Regionalteil des alten (Nr. 988) sowie den ostdeutschen Regionalteil des neuen Gotteslobs aufgenommen.
Zum hundertjährigen Jubiläum der Wiedererrichtung des Bistums Meißen schrieb er den Text des von Domkantor Felix Flath komponierten neuen Bistumslieds „Herr, Du hast das Land gesegnet“, das im Juni 2021 uraufgeführt wurde.

## Schriften
- Aufbrechen zum Leben. Meditationshilfen für die Fastenzeit, St. Benno-Verlag Leipzig 1980
- Die Menschen froh machen. Gottesdienst die Jugend zum Dreifaltigkeitssonntag, St. Benno-Verlag Leipzig 1981
- mit Beate Thielemann: In deinem Auftrag. Ein Buch für Ministranten., Herder / St. Benno Verlag 1983, ISBN 978-3-451-19837-3
- Zum Beispiel. Gebetshilfen für junge Christen (Hrsg.), Hildesheim 1983, ISBN 978-3-87065-294-4
- Zum Beispiel, St. Benno-Verlag Leipzig 1989, ISBN 978-3-7462-0405-5
- (Hrsg.): Poverello Ein geselliges Liederbuch, St. Benno Leipzig, ISBN 978-3-7462-0005-7
- Katholische Hofkirche Dresden. Kathedrale Ss. Trinitatis, Dresden 1993
- Brücke zur Ewigkeit. Lob Gottes in der Hofkirche zu Dresden (Text), Leipzig 1998, ISBN 978-3-7462-1286-9
- Katholische Hofkirche Dresden. Kathedrale des Bistums Dresden-Meißen (mit Siegfried Seifert), Leipzig 2000, ISBN 978-3-7462-1392-7
- mit Hansjürgen Scholze, Horst Hodick: Die Silbermannorgel der Kathedrale zu Dresden, Dresden 2002, ISBN 978-3-364-00431-0
- mit Alexander Ziegert, Peter Riedel: Poverello: Das gesellige Liederbuch für alle Christen, St. Benno Leipzig 2008 (10. Auflage), ISBN 978-3-7462-2416-9